# The Lakes (Minnesota)
The Lakes ist eine Siedlung auf gemeindefreiem Gebiet („Unincorporated Community“) im Murray County im US-amerikanischen Bundesstaat Minnesota. Zu statistischen Zwecken ist der Ort zu einem Census-designated place (CDP) zusammengefasst worden. Das U.S. Census Bureau hat bei der Volkszählung 2020 eine Einwohnerzahl von 590 ermittelt.

## Geografie
The Lakes liegt im Südwesten Minnesotas rund um den Lake Shetek und den Lake Shetek State Park. Die geografischen Koordinaten sind 44°08′18″ nördlicher Breite und 95°39′55″ westlicher Länge. Der Ort erstreckt sich über 112,3 km², die sich auf 87,4 km² Land- und 24,9 km² Wasserfläche verteilen.
Benachbarte Orte von The Lakes sind Tracy (17,7 km nördlich), Walnut Grove (28 km nordöstlich), Dovray (19,9 km südöstlich) und Currie (9,3 km südlich).
Die nächstgelegenen größeren Städte sind Minneapolis (261 km ostnordöstlich), Minnesotas Hauptstadt Saint Paul (278 km in der gleichen Richtung), Rochester (289 km östlich), Iowas Hauptstadt Des Moines (445 km südöstlich), Omaha in Nebraska (379 km südlich), Sioux Falls in South Dakota (218 km südsüdwestlich) und Fargo in North Dakota (379 km nordnordwestlich).

## Verkehr
In The Lakes trifft der U.S. Highway 59 mit der Minnesota State Route 30 zusammen. Alle weiteren Straßen sind untergeordnete Landstraßen, teils unbefestigte Fahrwege oder innerörtliche Verbindungsstraßen.
Mit dem Slayton Municipal Airport befindet 27,4 km südwestlich von The Lakes ein kleiner Flugplatz. Der nächste internationale Flughafen ist der Minneapolis-Saint Paul International Airport (262 km ostnordöstlich).

## Demografische Daten
Nach der Volkszählung im Jahr 2010 lebten in The Lakes 667 Menschen in 314 Haushalten. Die Bevölkerungsdichte betrug 7,6 Einwohner pro Quadratkilometer. In den 314 Haushalten lebten statistisch je 2,12 Personen.
Ethnisch betrachtet bestand die Bevölkerung mit drei Ausnahmen nur aus Weißen. Unabhängig von der ethnischen Zugehörigkeit waren 0,7 Prozent der Bevölkerung spanischer oder lateinamerikanischer Abstammung.
14,1 Prozent der Bevölkerung waren unter 18 Jahre alt, 58,8 Prozent waren zwischen 18 und 64 und 27,1 Prozent waren 65 Jahre oder älter. 49,6 Prozent der Bevölkerung war weiblich.

Das mittlere jährliche Einkommen eines Haushalts lag bei 56.786 USD. Das Pro-Kopf-Einkommen betrug 37.150 USD. 4,9 Prozent der Einwohner lebten unterhalb der Armutsgrenze.